# Saint-Constant-Fournoulès
Saint-Constant-Fournoulès est une commune nouvelle située dans le département du Cantal, en région Auvergne-Rhône-Alpes. Elle a été créée le 1er janvier 2016.

## Géographie
Les informations relatives à la géographie de cette commune sont la fusion des données des communes fusionnées en 2016 soit Saint-Constant et Fournoulès.

### Climat
Pour des articles plus généraux, voir Climat d'Auvergne-Rhône-Alpes et Climat du Cantal.
En 2010, le climat de la commune est de type climat océanique altéré, selon une étude du CNRS s'appuyant sur une série de données couvrant la période 1971-2000. En 2020, Météo-France publie une typologie des climats de la France métropolitaine dans laquelle la commune est exposée à un climat de montagne ou de marges de montagne et est dans la région climatique Ouest et nord-ouest du Massif Central, caractérisée par une pluviométrie annuelle de 900 à 1 500 mm, maximale en automne et en hiver.
Pour la période 1971-2000, la température annuelle moyenne est de 12,7 °C, avec une amplitude thermique annuelle de 15,8 °C. Le cumul annuel moyen de précipitations est de 1 036 mm, avec 11,4 jours de précipitations en janvier et 6,8 jours en juillet. Pour la période 1991-2020, la température moyenne annuelle observée sur la station météorologique installée sur la commune est de 12,7 °C et le cumul annuel moyen de précipitations est de 1 058,4 mm,. Pour l'avenir, les paramètres climatiques de la commune estimés pour 2050 selon différents scénarios d'émission de gaz à effet de serre sont consultables sur un site dédié publié par Météo-France en novembre 2022.
| Mois                                  | jan.           | fév.          | mars           | avril       | mai           | juin        | jui.          | août        | sep.        | oct.        | nov.           | déc.           | année    |
| ------------------------------------- | -------------- | ------------- | -------------- | ----------- | ------------- | ----------- | ------------- | ----------- | ----------- | ----------- | -------------- | -------------- | -------- |
| Température minimale moyenne (°C)     | 0,3            | −0,2          | 2,2            | 4,4         | 8,1           | 11,6        | 13,1          | 12,9        | 9,6         | 7,5         | 3,5            | 1,1            | 6,2      |
| Température moyenne (°C)              | 4,9            | 5,7           | 8,9            | 11,5        | 15,3          | 19          | 21,1          | 21          | 17,1        | 13,6        | 8,4            | 5,5            | 12,7     |
| Température maximale moyenne (°C)     | 9,5            | 11,6          | 15,6           | 18,6        | 22,5          | 26,4        | 29            | 29,1        | 24,6        | 19,7        | 13,3           | 10             | 19,2     |
| Record de froid (°C) date du record   | −22 18.01.1987 | −16 12.02.12  | −12,5 02.03.05 | −5 07.04.08 | −2 18.05.1991 | 1 03.06.06  | 4 15.07.16    | 3 31.08.10  | 0 16.09.08  | −6 16.10.09 | −12 24.11.1998 | −11,6 19.12.09 | −22 1987 |
| Record de chaleur (°C) date du record | 19 05.01.1999  | 25,6 27.02.19 | 28 20.03.05    | 31 09.04.11 | 34 31.05.03   | 42 27.06.19 | 41,5 30.07.20 | 43 04.08.03 | 38 03.09.05 | 33 01.10.11 | 25 07.11.15    | 19 08.12.10    | 43 2003  |
| Précipitations (mm)                   | 94,3           | 77,4          | 78             | 100,9       | 103,7         | 74,9        | 58,6          | 75,9        | 90,2        | 89,3        | 109,5          | 105,7          | 1 058,4  |

## Urbanisme

### Typologie
Au 1er janvier 2024, Saint-Constant-Fournoulès est catégorisée commune rurale à habitat très dispersé, selon la nouvelle grille communale de densité à 7 niveaux définie par l'Insee en 2022.
Elle est située hors unité urbaine et hors attraction des villes,.

## Histoire
Créée par un arrêté préfectoral du 4 décembre 2015, elle est issue du regroupement des deux communes de Fournoulès et Saint-Constant qui deviennent des communes déléguées. Son chef-lieu est fixé au chef-lieu de l'ancienne commune de Saint-Constant.

## Politique et administration

### Administration municipale
Jusqu'aux prochaines élections municipales de 2020, le conseil municipal de la nouvelle commune est constitué de l'ensemble des conseillers municipaux des anciennes communes.

### Communes déléguées
| Nom                    | Code Insee | Intercommunalité    | Superficie (km2) | Population (dernière pop. légale) | Densité (hab./km2) |
| ---------------------- | ---------- | ------------------- | ---------------- | --------------------------------- | ------------------ |
| Saint-Constant (siège) | 15181      | CC du Pays de Maurs | 21,8             |                                   |                    |
| Fournoulès             | 15071      | CC du Pays de Maurs | 7,18             |                                   |                    |

### Liste des maires
| Période      | Période  | Identité         | Étiquette | Qualité     |
| ------------ | -------- | ---------------- | --------- | ----------- |
| janvier 2016 | En cours | Raymond Fontanel | DVG       | Agriculteur |

## Population et société

### Démographie
L'évolution du nombre d'habitants est connue à travers les recensements de la population effectués dans la commune depuis sa création.

En 2022, la commune comptait 568 habitants, en évolution de −8,24 % par rapport à 2016 (Cantal : −1,08 %, France hors Mayotte : +2,11 %).
| 2013 | 2014 | 2019 | 2022 |
| ---- | ---- | ---- | ---- |
| 626  | 627  | 577  | 568  |

## Culture locale et patrimoine

### Lieux et monuments
- Église Saint-Constant
- Église de la nativité, à Fournoulès
- Château de Chaule - Il date du XIIIe siècle. Il ne reste que des ruines.

### Personnalités liées à la commune
- Maurice Mons, acteur qui tient le rôle du "Père groseille" dans La vie est un long fleuve tranquille, ainsi que dans d'autres films comme Grosse fatigue.